# Евангелическо-лютеранская церковь Финляндии
Евангели́ческо-лютера́нская це́рковь Финля́ндии, также Финская Евангелическо-лютеранская церковь (фин. Suomen evankelis-luterilainen kirkko, швед. Evangelisk-lutherska kyrkan i Finland) — финская лютеранская деноминация, прихожанами которой являются 67,6 % населения, что составляет около 3,743 млн человек (2020). С 3 июня 2018 года главой церкви является архиепископ Тапио Луома.
Церковь названа в честь немецкого реформатора Мартина Лютера и Евангелия. Церковь является членом Всемирной лютеранской федерации, объединяющей лютеранские церкви.
Евангелическо-лютеранская церковь Финляндии имеет особый статус. Её управление и форма регулируются Законом о церкви, который в свою очередь основан на Конституции Финляндии. Евангелическо-лютеранская церковь имеет право взимать церковный налог со своих членов. Кроме того, Евангелическо-лютеранская церковь получает отдельное государственное финансирование на похороны, перепись населения и содержание культурных и исторически ценных зданий и мебели.
Евангелическо-лютеранская церковь Финляндии называет себя национальной церковью, полагая себя неотъемлемой частью истории и культуры финского народа. Однако, по мнению церкви, она не является государственной. По данным Уполномоченного по правам человека и Статистического управления Финляндии, евангелическо-лютеранская церковь является государственной церковью.

## История

### В составе Церкви Швеции (1554—1809)
В 1156 году была создана католическая Абоская епархия, в 1554 году она перешла в лютеранство, в том же году была основана Выборгская епархия, в 1723 году после того как большая часть её территории перешла России и подчинена Выборгской консистории, оставшаяся её часть была преобразована в Боргоскую епархию.

### В Российской империи и в Великом Княжестве Финляндском (1721—1917)
После присоединения в 1721 году к России Старой Финляндии из части Выборгской епархии Церкви Швеции была создана Выборгская консистория. На вновь присоединённых в 1743 году территориях Финляндии была учреждена Фридрихсгамская консистория. Эти церковные структуры не входили в Церковь Швеции и подчинялись учреждённому в 1734 году Консисториальному заседанию Юстиц-коллегии Лифляндских, Эстляндских и Финляндских дел.
В 1809 году после присоединения Шведской Финляндии к России Абоская и Боргоская епархии были выделены из Церкви Швеции и образовали ЕЛЦФ. В 1812 году, после объединения в рамках Российской империи Шведской и Старой Финляндии (Выборгской губернии) в Великое княжество Финляндское, к церкви были присоединены Выборгский и Фридрихсгамский консисториальные округа, ставшие частью Боргоской епархии. Абоский епископ с 1817 года носил титул архиепископа. К 1812 году в Финляндии было 503 лютеранских прихода. В 1851 году была создана Улеаборгская епархия, в 1868 году был создан синод ЕЛЦФ, в 1884 году Апостольская преемственность была пресечена вследствие смерти к этому году всех епископов и рукоположения следующего архиепископа профессором А. Гранфельтом, в 1897 году была создана Нейшлотская епархия.

### ЕЛЦФ в Финляндской Республике (с 1917)
В 1923 году была создана Епархия Тампере, в 1924 году епископская кафедра была перенесена из Савонлинны в Выборг; апостольская преемственность была восстановлена в 1934 году от шведских и англиканских епископов. В 1939 году была основана Куопиоская епархия, в 1939 году выборгский епископ переселился в Миккели, в 1944 году был создан Высший церковный совет ЕЛЦФ, в 1959 году епархии были учреждены в Лапуа и в Хельсинки, в 1994 году были созданы епархиальные собрания, а в 2000-х и 2010-х годах Евангелическо-лютеранская церковь Финляндии провела укрупнение приходов: только за 2008—2015 годы число её приходов уменьшилось с 515 до 412; в 2004 году епархия была учреждена в Эспоо.

## Структура и финансирование
ЕЛЦФ имеет епископальную систему управления с отдельными элементами пресвитериально-синодальной. Главой финских лютеран является архиепископ Турку Тапио Луома (с июня 2018), при нём действуют представительные органы — поместный собор (фин. kirkolliskokous, швед. kyrkomötet) (с 1868 года) и епископский собор (фин. piispainkokous, швед. biskopsmöte) и исполнительный орган — высший церковный совет (фин. kirkkohallitus, швед. kyrkostyrelse) (с 1944 года).
ЕЛЦФ делится на диоцезы (фин. hiippakunta, швед. stift), епархии на пробства (фин. rovastikunta, швед. prosteri), пробства на приходы (фин. seurakunta, швед. församling) (пастораты (фин. Pastoraatti, швед. Pastorat) и капеллы (фин. Kappeliseurakunta, швед. Kapellförsamling)).
Епархии
Церковь состоит из 9 диоцезов. Архидиоцез Турку при этом с 1998 года имеет двух епископов — архиепископа Турку, считающегося главой диоцеза и непосредственно управляющего приходами округов Турку и Наантали, и епископа Турку, осуществляющего непосредственное управление остальными приходами. Также с 1941 года существует «военный епископ», осуществляющий контроль за военными капелланами в рядах армии страны (причём не только лютеранскими, но и православными) и входящий в Синод епископов, но не посвящённый в епископский сан официально и, тем самым, не имеющий права рукоположения священников. Диоцезы возглавляются епископами (фин. piispa, швед. Biskop), при которых действуют соборные капитулы (фин. tuomiokapituli, швед. domkapitel) и представительные органы епархий — епархиальные думы (фин. hiippakuntavaltuusto) (с 2004 года; в 1994—2004 годах — епархиальное собрание, фин. Hiippakuntakokous).
| Диоцез           | Центр     | Главный собор                | Действующий епископ                      |
| ---------------- | --------- | ---------------------------- | ---------------------------------------- |
| Диоцез Турку     | Турку     | Кафедральный собор Турку     | Тапио Луома (список архиепископов Турку) |
| Диоцез Куопио    | Куопио    | Кафедральный собор Куопио    | Яри Йолкконен                            |
| Диоцез Лапуа     | Лапуа     | Кафедральный собор Лапуа     | Симо Пеура                               |
| Диоцез Миккели   | Миккели   | Кафедральный собор Миккели   | Сеппо Хяккинен                           |
| Диоцез Оулу      | Оулу      | Кафедральный собор Оулу      | Самуэл Салми                             |
| Диоцез Порвоо    | Порвоо    | Кафедральный собор Порвоо    | Бьёрн Викстрём                           |
| Диоцез Тампере   | Тампере   | Кафедральный собор Тампере   | Матти Репо                               |
| Диоцез Хельсинки | Хельсинки | Кафедральный собор Хельсинки | Теэму Лааясало                           |
| Диоцез Эспоо     | Эспоо     | Кафедральный собор Эспоо     | Кайсамари Хинтикка                       |

Благочиния
Благочиния возглавляются благочинными (фин. Lääninrovasti, швед. kontraktsprost).
Приходы (пастораты)
Пастораты возглавляются настоятелями (фин. kirkkoherra, швед. kyrkoherde) при котором действует несколько пресвитеров (фин. Pappi, швед. Präst), представительные органы приходов — приходские собрания (фин. kirkkovaltuusto, швед. kyrkofullmäktige) и исполнительные органы — приходские советы (фин. kirkkoneuvosto, фин. kyrkoråd).
Приходы (капеллы)
Капеллы возглавляются капелланами (фин. Kappalainen, швед. Kaplan), при которых действуют исполнительные органы капелл — советы капеллы (фин. kappelineuvoston, швед. kapellråd).
Военные приходы
Военные приходы подчинены фельд-епископу (фин. Kenttäpiispa, швед. Fältbiskopen) и фельд-пробсту (фин. Kenttärovasti, швед. Fältprost), военные приходы возглавлялись военными пасторами (фин. Sotilaspastori, швед. Militärpastor).
Национальные приходы
- Шведский приход в Хельсинки — объединяет финляндских граждан шведского происхождения.
- Немецкий приход в Хельсинки — объединяет финляндских граждан немецкого происхождения.

Финансирование
Деятельность церкви финансируется государством за счёт специального церковного налога, взимаемого как с физических, так и юридических лиц. С января 2012 года церковный налог повысился в 37 приходах Евангелическо-лютеранской церкви. Рост налога — умеренный, он составил от 0,1 до 0,15 процентных единиц. Больше всего налог возрос в муниципалитете Хумппила, где налог поднялся на 0,3 % и в итоге составил 1,9 %. Вместе с тем, с 2013 года церковь начала испытывать значительные экономические трудности.

## Обряды
Главными обрядами церкви являются: крещение, причастие, конфирмация (в 15-летнем возрасте), венчание, похороны.

## Современность

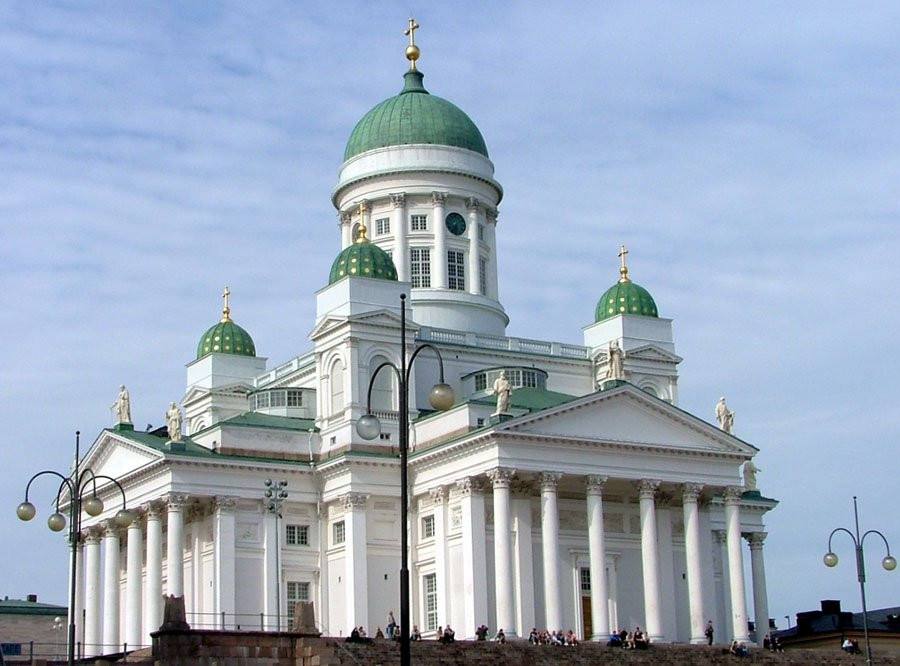
Кафедральный лютеранский собор Хельсинки

В настоящее время членами евангелическо-лютеранской церкви Финляндии являются 67,6 % населения, что составляет около 3,743 млн человек (2020) (в 2012 году таковых было 76,4 %). По исследованиям радиостанции Radio Dei и Научно-исследовательского центра ЕЛЦФ, 2 % сотрудников церкви вообще не верит в существование дьявола, 4 % считает это невероятным, а 68 % сотрудников признаёт его факт существования (в целом по стране в 2011 году в существование дьявола верило 31 % населения). В ЕЛЦФ также имеется внутренний раскол, связанный с деятельностью консервативного крыла из «Фонда Лютера». В Швеции, в обход финского архиепископа, в сан епископа был посвящён Матти Вяйсянен, которого в Финляндии тут же лишили пасторского сана. Тем не менее, Матти Вяйсянен продолжил свою деятельность епископа и рукоположил ряд пасторов для консервативного блока.

### Вопрос о женском священстве
Несмотря на то, что женское священство было утверждено в структуре церкви в 1986 году (первые ординации осуществлены в марте 1988 года), а на 2013 год число женщин-пасторов оценивается почти в 50 %, вопрос о месте женщины в церковной иерархии остаётся открытым. Для женщин-пасторов в 1980-х годах дизайнером Вуокко Эскелин-Нурмесниеми была разработана специальная форменная одежда, которая 14 июня 2011 года была заменена на новый вариант, спроектированный модельером Кирсимари Кярккяйнен. В соответствии с решением Верховного надворного суда, противники женского священства не имеют права отказываться от сотрудничества с женщиной-священником.
В марте 2007 года пастор Ари Норро отказался проводить мессу вместе с женщиной-пастором Петрой Похъянрайто в кирхе в Хювинкяя, что привело к судебному разбирательству. В октябре 2010 год Верховный Суд Финляндии вынес обвинительный приговор по делу с вердиктом, что «религиозные убеждения не могут служить оправданием трудовой дискриминации по половому признаку» и приговорил пастора Ари Норро к штрафу.
Вместе с тем 3 июня 2010 года на выборах на должность епископа города Хельсинки одержала победу женщина-пастор Ирья Аскола, которая стала первой в истории Финляндии женщиной-епископом. Её ординацию 12 сентября 2010 года совершил новоизбранный глава евангелическо-лютеранской церкви Финляндии архиепископ Кари Мякинен. В своей проповеди епископ Ирья Аскола затронула, в частности, вопрос, связанный с положением женщин.
Избрание в Финляндии первой женщины-епископа приветствовал генеральный секретарь Всемирной лютеранской федерации Ишмаэль Ноко.
Католическая церковь в Финляндии в лице епископа Теэму Сиппо высказала сожаление по поводу избрания первой женщины-епископа. В интервью газете «Kotimaa» (Родина) Теэму Сиппо заявил, что «избрание Ирья Аскола на пост епископа Финляндии ещё больше отдаляет церковные общины друг от друга».

### Вопрос о правах ЛГБТ
Лютеранская церковь Финляндии не считает гомосексуальность и коррекцию пола грехом. В настоящее время в церкви ведутся активные дебаты о праве однополых пар на церковное венчание.
По вопросу о благословении однополых пар лютеранская церковь Финляндии заняла выжидательную позицию. По опросам 2008 года, две трети лютеранских священников Хельсинкского диоцеза готовы благословлять однополые союзы. Новый глава финских лютеран архиепископ Кари Мякинен призывает к активному обсуждению данного вопроса, а епископ Хельсинки Ирья Аскола не исключает права однополых пар получать благословение церкви после регистрации отношений.
После трансляции 12 октября 2010 года по финскому телеканалу «YLE TV1» программы, в которой консервативные политики выступили с резким неприятием идеи заключения в церкви однополых браков, за одну неделю Евангелическо-лютеранскую церковь покинуло более 26 тысяч человек. В связи с волной отречения от церкви архиепископ Кари Мякинен выразил своё сожаление. Сторонник широких прав ЛГБТ в церкви епископ города Куопио Вилле Риеккинен считает, что мнения отдельных политиков принимаются за мнения церкви, а «на самом деле у церкви очень неоднозначное, тёплое и толерантное отношение к сексуальным меньшинствам». Председатель партии «Христианских демократов» Пяйви Рясянен высказала удивление утверждениями, согласно которым её выступление в дискуссии вокруг темы «гомосексуальность» стало одной из причин бума отречения от церкви и подчёркивает, что она выступала в программе в разных ролях (в утренней программе «YLE TV1» она выразила свою озабоченность по поводу заявления архиепископа Кари Мякинена, согласно которому церковь намерена дать своим сотрудникам чёткие должностные инструкции о проведении молитвенной церемонии после регистрации однополого брака). По её словам, если церковь заставит священников благословлять однополые браки, это причинит настоящий раскол в церкви. Премьер-министр Финляндии Мари Кивиниеми призвала политиков разделять в своей деятельности политику и религию.
В конце 2010 года церковный Собор 78 голосами против 30 принял решение о составлении молитвы за вступающие в официальные отношения однополые пары.
Епископ Хельсинки Ээро Хуовинен заявил в 2010 году что церковь может отказаться от права на заключение брака, если парламент страны примет закон о однополых браках. Ему возразил епископ Куопио Вилле Риеккинен, который настаивает на том, что в таком случае церковь должна будет венчать однополые пары.
Церковь Финляндии стала первой в мире, разрешившей человеку скорректировавшему пол остаться в духовном сане. Священница Марья-Сиско Аалто, прослужившая пастором с 1986 года, призналась в своей трансгендерности и прошла операцию по коррекции пола в 2009 году. В этом же году церковное руководство разрешило ей вернуться в свой приход. Однако в 2010 году она отказалась от церковной деятельности, сославшись на невозможность доверительных отношений с прихожанами.
9 июня 2013 года епископ Хельсинки Ирья Аскола впервые в истории евангелическо-лютеранской церкви Финляндии благословила однополую пару для миссионерской поездки в район реки Меконг в Юго-Восточной Азии.
В связи с одобрением 28 ноября 2014 года парламентом страны закона о гендерно-нейтральном браке, архиепископ Кари Мякинен на своей странице в Facebook, поблагодарив авторов гражданской инициативы и участников общественных дискуссий, заявил, что «понимает значимость этого дня для представителей сексуальных меньшинств, их родных и близких, а также многих других». В знак протеста за три последующих дня Евангелическо-лютеранскую церковь Финляндии покинуло 13 184 человека.
31 августа 2016 года на собрании епископов ЕЛЦФ, прошедшем в городе Йоэнсуу, несмотря на введение нового закона, было принято решение венчать в будущем в качестве супругов только мужчину и женщину. Ряд хельсинкских священнослужителей объявили об отказе выполнять данное постановление, а в октябре ряд епископов фактически денонсировали своё прошлое решение и объявили, что в будущем готовы к венчанию однополых пар. Совершённые некоторыми священнослужителями венчания однополых пар стали предметом внутрицерковного разбирательства, но были оставлены без каких-либо последствий.
1 марта 2017 года, после вступления в силу закона о равноправном браке, глава ЕЛЦФ на своей странице в Facebookе обратился к ЛГБТ со словами поздравления:

Сегодня думаю в особенности о вас, кому теперь открылась возможность вступить в брак. Вы многому научили меня и показали богатство и многообразие подаренных нам Богом жизни и любви. Благодарю Бога за то, что вы есть— архиепископ Кари Мякинен
Вместе с тем, по данным сайта Eroakirkosta.fi («Покиньте Церковь»), на дни, предшествующие вступлению в силу нового закона о браке, пришёлся пик выхода верующих из церковного регистра (за три дня церковь покинуло 523 человека).

### Численность
Динамика численности придерживающихся лютеранства в Финляндии показывает неуклонное снижение количества верующих данной христианской деноминации по отношению к общему народонаселению страны. В 2010 году церковь покинуло около 80 тысяч человек (в 2012 — 41 тысяча, в 2013 году — около 50 тысяч человек).
| Годы        | 1950   | 1980     | 1990     | 2000     | 2005     | 2006     | 2007     | 2008     | 2009     | 2010     | 2011     | 2012     | 2013   | 2014   | 2015     | 2020     |
| ----------- | ------ | -------- | -------- | -------- | -------- | -------- | -------- | -------- | -------- | -------- | -------- | -------- | ------ | ------ | -------- | -------- |
| Лютеранство | 95,7 % | ↘ 90,3 % | ↘ 87,9 % | ↘ 85,1 % | ↘ 83,1 % | ↘ 82,5 % | ↘ 81,8 % | ↘ 80,7 % | ↘ 79,9 % | ↘ 78,3 % | ↘ 77,2 % | ↘ 76,4 % | ↘ 75 % | ↘ 74 % | ↘ 72,9 % | ↘ 67,6 % |

Решением руководства ЕЛЦФ с мая 2012 года вступит в силу закон по которому иммигранты смогут более свободно становиться членами лютеранских общин (до этого в членский регистр включались лишь постоянно проживающие на территории Финляндии).